# Ophélie David
Ophélie David (* 6. Juli 1976 in Cucq, Pas-de-Calais als Ofelia Rácz) ist eine ehemalige französische Freestyle-Skierin. Sie war auf Skicross spezialisiert und in dieser Disziplin eine der weltweit erfolgreichsten Athletinnen. Sie wurde einmal Weltmeisterin und gewann von 2004 bis 2010 siebenmal in Folge die Disziplinenwertung im Freestyle-Skiing-Weltcup, hinzu kommen drei Gesamtweltcupsiege.

## Biografie
David ist die Tochter von János Rácz, einem ungarischen Basketballspieler, der an den Olympischen Sommerspielen 1964 teilgenommen hatte und später nach Frankreich ausgewandert war. In ihrer Jugend war sie alpine Skiläuferin. In den französischen Nachwuchskadern fand sie keine Aufnahme, weshalb sie für Ungarn startete. Sie nahm an den Olympischen Winterspielen 1994 teil, schied aber sowohl im Slalom als auch im Riesenslalom aus. 1995 konnte sie ihr einziges FIS-Rennen gewinnen, bei den alpinen Weltmeisterschaften 1996 erzielte sie den 16. Platz in der Kombination. Am Ende der Saison 1995/96 trat sie zurück und begann als Skilehrerin im Wintersportort Alpe d’Huez zu arbeiten.
Der Weltskiverband FIS nahm in der Saison 2002/03 die Disziplin Skicross neu ins Programm auf. Am 30. November 2002 nahm David am ersten Skicross-Weltcuprennen der Geschichte teil und erreichte dabei sogleich den vierten Platz. In der darauf folgenden Saison 2003/04 fuhr sie in allen acht ausgetragenen Rennen unter die besten zehn. Sie gewann drei Rennen und entschied die Disziplinenwertung für sich. In der Saison 2004/05 gewann sie zwei Rennen und erreichte in zwei weiteren einen Podestplatz, womit sie den Sieg in der Disziplinenwertung wiederholen konnte. Bei den in Ruka ausgetragenen Weltmeisterschaften 2005, als Skicross erstmals auf dem Programm stand, klassierte sie sich hinter der Österreicherin Karin Huttary und der Schwedin Magdalena Iljans auf dem dritten Platz.
In allen fünf Rennen der Weltcupsaison 2005/06 stand David auf dem Podest, davon zweimal als Siegerin, zweimal als Zweite und einmal als Dritte. Zum dritten Mal in Folge sicherte sie sich die Disziplinenwertung; hinzu kam erstmals der Gewinn der Gesamtwertung, die aus den Quotienten der Platzierungen errechnet wird. Auch in der Saison 2006/07 war sie mit einem Sieg und zwei zweiten Plätzen die erfolgreichste Skicrosserin. Bei den Weltmeisterschaften 2007 in Madonna di Campiglio setzte sie sich gegen die Konkurrenz durch und gewann die Goldmedaille. Erstmals gewann sie in diesem Winter auch den Skicross-Wettbewerb der X-Games. Kaum zu schlagen war David in der Saison 2007/08: Von den acht ausgetragenen Weltcuprennen gewann sie deren sechs, womit sie nicht nur zum fünften Mal in Folge die Disziplinenwertung für sich entschied, sondern zum zweiten Mal auch die Gesamtwertung.
Im Winter 2008/09 setzte David ihre Siegesserie fort. Von den zehn ausgetragenen Weltcuprennen gewann sie sechs, zweimal klassierte sie sich als Zweite. Sie sicherte sich damit erneut überlegen die Disziplinenwertung und zum dritten Mal den Gesamtweltcup. Vor den Weltmeisterschaften 2009 galt sie als haushohe Favoritin, im japanischen Inawashiro schied sie jedoch unerwartet im Halbfinale aus und musste sich mit dem siebten Platz begnügen. 2010 gewann David zum vierten Mal in Folge den Skicross-Wettbewerb bei den X-Games. Vor den Olympischen Winterspielen 2010 gehörte sie zum engeren Favoritenkreis. In Cypress Mountain schied sie im Viertelfinale aus und klassierte sich als Neunte. Mit zwei Siegen und sechs weiteren Podestplätzen entschied sie hingegen zum siebten Mal in Folge die Skicross-Disziplinenwertung für sich.
Zwar konnte David in der Saison 2010/11 einen weiteren Weltcupsieg feiern, doch zum ersten Mal seit der Saison 2002/03 gewann mit Anna Holmlund eine andere Fahrerin die Disziplinenwertung. In der Saison 2011/12 stand David bei Weltcuprennen fünfmal auf dem Podest (darunter ein Sieg in St. Johann in Tirol), was ihr in der Skicross-Weltcupwertung den zweiten Platz einbrachte. Auch in der Saison 2012/13 gehörte David weiterhin der Weltspitze an. Sie gewann ein Weltcuprennen, hinzu kamen zwei zweite und ein dritter Platz. Bei den Weltmeisterschaften 2013 in Voss gewann sie die Bronzemedaille. Während der Saison 2013/14 stand sie sechsmal auf dem Podest eines Weltcuprennens, davon einmal als Siegerin. Bei den Olympischen Winterspielen 2014 stieß sie in den Finallauf vor, verpasste aber als Viertplatzierte knapp eine Medaille.
In der Weltcupsaison 2014/15 stand David viermal als Dritte auf dem Podest. Das beste Saisonergebnis erreichte sie hingegen bei den Weltmeisterschaften 2015 in Kreischberg, wo sie die Silbermedaille gewann. Ein weiterer dritter Platz kam in der Weltcupsaison 2015/16 hinzu. In der Saison 2016/17 klassierte sie sich im Weltcup zweimal als Dritte. Beim Saisonhöhepunkt, den Weltmeisterschaften 2017 in der Sierra Nevada, überraschte sie im Alter von 40 Jahren mit dem Gewinn der Bronzemedaille.

## Erfolge

### Olympische Spiele
- Vancouver 2010: 9. Skicross
- Sotschi 2014: 4. Skicross

### Weltmeisterschaften
- Ruka 2005: 3. Skicross
- Madonna di Campiglio 2007: 1. Skicross
- Inawashiro 2009: 7. Skicross
- Deer Valley 2011: 11. Skicross
- Voss 2013: 3. Skicross
- Kreischberg 2015: 2. Skicross
- Sierra Nevada 2017: 3. Skicross

### Weltcupwertungen
| Saison  | Gesamt | Gesamt | Skicross | Skicross |
| Saison  | Platz  | Punkte | Platz    | Punkte   |
| ------- | ------ | ------ | -------- | -------- |
| 2002/03 | 60.    | 29     | 15.      | 88       |
| 2003/04 | 6.     | 67     | 1.       | 535      |
| 2004/05 | 2.     | 72     | 1.       | 430      |
| 2005/06 | 1.     | 84     | 1.       | 420      |
| 2006/07 | 5.     | 52     | 1.       | 260      |
| 2007/08 | 1.     | 81     | 1.       | 646      |
| 2008/09 | 1.     | 86     | 1.       | 860      |
| 2009/10 | 2.     | 67     | 1.       | 735      |
| 2010/11 | 10.    | 43     | 5.       | 474      |
| 2011/12 | 5.     | 53     | 2.       | 530      |
| 2012/13 | 9.     | 49     | 2.       | 487      |
| 2013/14 | 9.     | 52     | 3.       | 572      |
| 2014/15 | 10.    | 48     | 4.       | 528      |
| 2015/16 | 72.    | 16,17  | 18.      | 194      |
| 2016/17 | 24.    | 36,08  | 5.       | 469      |

### Weltcupsiege
David errang im Weltcup bisher 64 Podestplätze, davon 26 Siege:
| Datum            | Ort                 | Land        |
| ---------------- | ------------------- | ----------- |
| 7. Januar 2004   | Les Contamines      | Frankreich  |
| 31. Januar 2004  | Špindlerův Mlýn     | Tschechien  |
| 12. März 2004    | Sauze d’Oulx        | Italien     |
| 25. Oktober 2004 | Saas-Fee            | Schweiz     |
| 7. Januar 2005   | Les Contamines      | Frankreich  |
| 3. Februar 2006  | Špindlerův Mlýn     | Tschechien  |
| 11. März 2006    | Sierra Nevada       | Spanien     |
| 16. Februar 2007 | Inawashiro          | Japan       |
| 12. Januar 2008  | Les Contamines      | Frankreich  |
| 20. Januar 2008  | Kreischberg         | Österreich  |
| 2. Februar 2008  | Deer Valley         | USA         |
| 22. Februar 2008 | Sierra Nevada       | Spanien     |
| 9. März 2008     | Hasliberg           | Schweiz     |
| 16. März 2008    | Valmalenco          | Italien     |
| 14. Januar 2009  | Flaine              | Frankreich  |
| 19. Januar 2009  | Lake Placid         | USA         |
| 19. Februar 2009 | Voss                | Norwegen    |
| 24. Februar 2009 | Branäs              | Schweden    |
| 12. März 2009    | Grindelwald         | Schweiz     |
| 19. März 2009    | La Plagne           | Frankreich  |
| 5. Januar 2010   | St. Johann in Tirol | Österreich  |
| 6. März 2010     | Branäs              | Schweden    |
| 16. Januar 2011  | Les Contamines      | Frankreich  |
| 7. Januar 2012   | St. Johann in Tirol | Österreich  |
| 3. Februar 2013  | Grasgehren          | Deutschland |
| 25. Januar 2014  | Kreischberg         | Österreich  |

### Weitere Erfolge
- Siegerin Winter-X-Games: 2007, 2008, 2009, 2010
- Zweite Winter-X-Games: 2011
- Französische Meisterin: 2005, 2006, 2008
- Französische Meisterin der Skilehrerinnen: 2006, 2008